# Grüner Bund

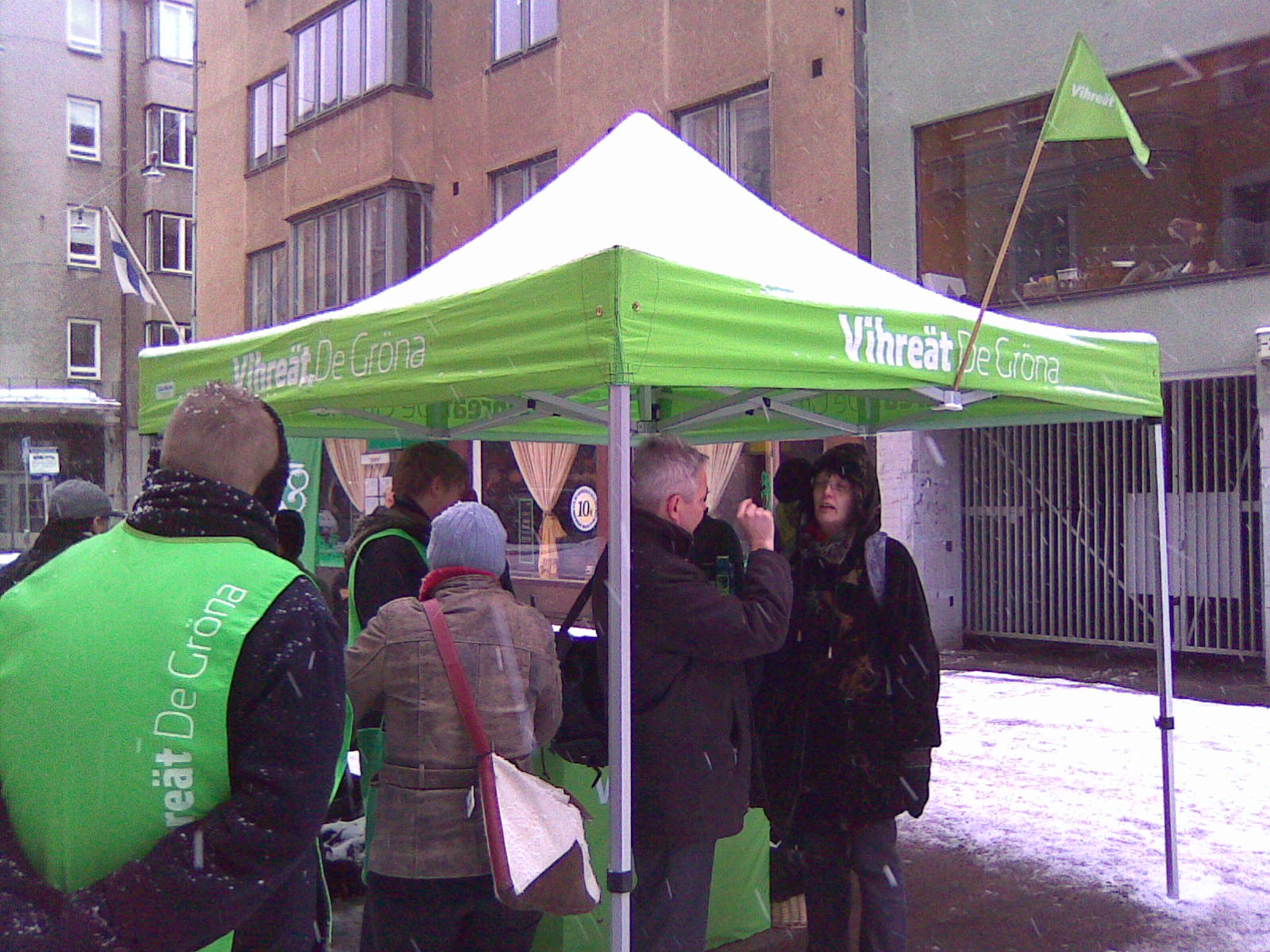
Wahlkampfstand der Grünen 2011 in Helsinki, Iso Roobertinkatu.

Der Grüne Bund (finnisch Vihreä liitto, auch Vihreät, „Die Grünen“, kurz Vihr.; schwedisch Gröna förbundet) ist der Name der grünen Partei in Finnland. Im Jahr 1987 zunächst als eingetragener Verein gegründet, wandelte sie sich 1988 in eine politische Partei um und fasste mehrere soziale Bewegungen zusammen: Neben Anhängern der Umweltbewegung und „alternativer Gegenkulturen“ sammelte sie Menschen, die sich für Frieden, Menschenrechte, Gleichstellung von Frauen und Kindern, Behinderten und LGBT einsetzen. Neben Fragen des Umweltschutzes spielen deshalb auch der Minderheitenschutz sowie die Stärkung demokratischer Strukturen eine wichtige Rolle in den Parteiaktivitäten. Neue Formen der Mitbestimmung und ein enger Kontakt zur Zivilgesellschaft werden angestrebt.
In den großen Städten und deren Umland ist die Unterstützung für die Grünen am stärksten. In Helsinki sind sie mit einem Wähleranteil von 23,5 % stärkste Kraft. Im finnischen Parlament ist das Bündnis seit 1983 vertreten. Ins Europäische Parlament konnten 2009 zwei Abgeordnete entsendet werden, 2014 eine Abgeordnete und 2019 wieder zwei.

## Geschichte
Die Ursprünge der Grünen reichen zu den Protesten in Koijärvi und der Helsinki-Bewegung in den 1970er und 80er Jahren zurück. Zahlreiche Gründungsmitglieder waren bereits bei diesen Protesten aktiv, und von den heutigen Parteipersönlichkeiten haben Osmo Soininvaara, Pekka Sauri und Heidi Hautala dort ihre politische Sozialisation erfahren. An den Parlamentswahlen von 1983 nahm die Umweltbewegung ohne feste Organisation teil und erzielte zwei Mandate mit Kalle Könkkölä und Ville Komsi.
Mitte der 1980er Jahre wuchs der Wunsch und die Notwendigkeit, eine festere Organisationsstruktur zu finden. 1987 wurde der Grüne Bund als Dachorganisation noch ohne Parteiambitionen gegründet. Nachdem eine fundamentalistische Abspaltung eine eigene Partei gebildet hatte, führte dies 1988 zur Umwandlung des Grünen Bundes in eine politische Partei. Obwohl viele Fundis schließlich zum Grünen Bund zurückkehrten, führte der Streit zu einer Wahlniederlage bei den Kommunalwahlen 1988.
Die Partei stabilisierte sich Anfang der 1990er Jahre und erzielte Erfolge bei der Parlamentswahl 1991 und den Kommunalwahlen 1992. Infolge der wirtschaftlichen Depression rückten wirtschaftliche und soziale Fragen stärker in den Mittelpunkt. Das grüne Parteiprogramm erfuhr daraufhin thematische Erweiterungen.
Obwohl die Grünen bei der Parlamentswahl 1995 leichte Verluste hinnehmen mussten, traten sie der sogenannten Regenbogenkoalition unter Führung des Sozialdemokraten Paavo Lipponen bei. Pekka Haavisto wurde Umweltminister und somit der erste grüne Minister in Westeuropa und der zweite in der Welt. Nach der Wahl 1999 erhielten die Grünen einen weiteren Ministerposten. Aus Protest gegen die Einleitung des Genehmigungsverfahrens für ein fünftes Atomkraftwerk verließen die Grünen jedoch bald darauf die Regierung. Die Parlamentswahl von 2003 war für die Grünen erfolgreich, sie blieben jedoch in der Opposition. Nach der Wahl 2007 besetzten sie die Ministerposten für Justiz (Tuija Brax) und Arbeit (2007–09 Tarja Cronberg, 2009–11 Anni Sinnemäki). Im Kabinett Katainen stellten die Grünen seit der Wahl 2011 zwei Minister: Heidi Hautala (im Oktober 2013 von Pekka Haavisto abgelöst) übernahm das Ressort Internationale Entwicklung im Außenministerium, der damalige Parteichef Ville Niinistö wurde Umweltminister. Unter Katainens Nachfolger Alexander Stubb verließen die Grünen Ende September 2014 die Regierung, nachdem sich das Kabinett Stubb mehrheitlich für den Bau eines neuen Kernkraftwerkes ausgesprochen hatte.

### Klimadebatte und Atomenergie
Anfangs forderten die Grünen als Teil der Anti-Atomkraft-Bewegung die Abschaffung der Kernenergie in Finnland. Das Grundsatzprogramm von 2012 enthält die Forderung, die finnischen Atomkraftwerke „so schnell wie möglich“ abzuschalten. Angesichts des Klimawandels und der Folgen der globalen Erwärmung nahm der Parteitag im Juni 2018 mit großer Mehrheit einen Antrag an, der es ermöglichen soll, „gute Kraftwerksprojekte“ mitzutragen. Damit soll die CO2-Bilanz in Ordnung gehalten werden, um die ehrgeizigen Klimaziele erreichen zu können. Am Atomausstieg als langfristigen Ziel hat man jedoch festgehalten. Im Mai 2022 sprach sich die Partei für den Ausbau der Atomkraft aus. So wurde eine Reform des Atomenergiegesetzes ins Parteiprogramm aufgenommen, die den Bau sogenannter Small Modular Reactors (SMR) ermöglichen soll.

## Parteivorsitzende
- Kalle Könkkölä (1987)
- Heidi Hautala (1987–1991)
- Pekka Sauri (1991–1993)
- Pekka Haavisto (1993–1995)
- Tuija Brax (1995–1997)
- Satu Hassi (1997–2001)
- Osmo Soininvaara (2001–2005)
- Tarja Cronberg (2005–2009)
- Anni Sinnemäki (2009–2011)
- Ville Niinistö (2011–2017)
- Touko Aalto (2017–2018)
- Pekka Haavisto (2018–2019)
- Maria Ohisalo (2019–2023)
- Sofia Virta (seit dem 10. Juni 2023)

## Wahlergebnisse

### Parlamentswahlen
| Jahr | Abgeordnete | Stimmen | Prozent |
| ---- | ----------- | ------- | ------- |
| 1983 | 02          | 043.754 | 01,47 % |
| 1987 | 04          | 115.988 | 04,03 % |
| 1991 | 10          | 185.894 | 06,82 % |
| 1995 | 09          | 181.198 | 06,52 % |
| 1999 | 11          | 194.846 | 07,27 % |
| 2003 | 14          | 223.564 | 08,01 % |
| 2007 | 15          | 234.429 | 08,46 % |
| 2011 | 10          | 213.172 | 07,25 % |
| 2015 | 15          | 253.102 | 08,53 % |
| 2019 | 20          | 353.654 | 11,50 % |
| 2023 | 13          | 217.795 | 07,04 % |

### Kommunalwahlen
Bei den Kommunalwahlen 2017 konnte die Partei ihren Stimmenanteil auf 12,5 Prozent erhöhen. Dies wurde euphorisch als ein Spitzenergebnis im weltweiten Vergleich gefeiert. Der Anteil der grünen Mitglieder in den Gemeinderäten steigerte sich landesweit von 3,3 % auf 5,9 %.
| Jahr | Ratsmitglieder | Stimmen | Prozent |
| ---- | -------------- | ------- | ------- |
| 1984 | 101            | 076.441 | 02,83 % |
| 1988 | 094            | 061.581 | 02,34 % |
| 1992 | 343            | 184.787 | 06,94 % |
| 1996 | 291            | 149.334 | 06,28 % |
| 2000 | 338            | 171.707 | 07,72 % |
| 2004 | 314            | 175.933 | 07,37 % |
| 2008 | 370            | 227.999 | 08,94 % |
| 2012 | 323            | 213.100 | 08,54 % |
| 2017 | 534            | 320.235 | 12,5 %0 |
| 2021 | 433            | 259.104 | 10,6 0% |

### Europawahlen
| Jahr | Abgeordnete | Stimmen | Prozent |
| ---- | ----------- | ------- | ------- |
| 1996 | 1           | 170.670 | 07,59 % |
| 1999 | 2           | 166.786 | 13,43 % |
| 2004 | 1           | 172.844 | 10,43 % |
| 2009 | 2           | 206.439 | 12,40 % |
| 2014 | 1           | 161.263 | 09,33 % |
| 2019 | 2           | 292.892 | 16,00 % |

### Präsidentschaftswahlen
| Jahr | Kandidat       | Stimmen             | Prozent         | Platzierung |
| ---- | -------------- | ------------------- | --------------- | ----------- |
| 2000 | Heidi Hautala  | 0.100.740           | 3,3 %           | 5.          |
| 2006 | Heidi Hautala  | 0.105.248           | 3,5 %           | 4.          |
| 2012 | Pekka Haavisto | 0.574.275 1.077.425 | 18,76 % 37,41 % | 2.          |
| 2018 | Pekka Haavisto | 0.370.823           | 12,4 %0         | 2.          |
| 2024 | Pekka Haavisto | 836.357 1 476 634   | 25,8 % 48,4 %   | 2. 2.       |